# Federico de Brandeburgo-Schwedt
El Margrave Federico de Brandeburgo-Schwedt (13 de agosto de 1710-10 de abril de 1741, caído en la batalla de Mollwitz) fue el segundo hijo varón del Margrave Alberto Federico de Brandeburgo-Schwedt y de su esposa María Dorotea de Curlandia (1684-1743).
Inicialmente sirvió en el Ejército holandés, y más tarde como Coronel de la Real Guardia Montada Prusiana. A partir de 1737, fue Caballero de la Orden de San Juan. A partir de 1741, fue comandante del Regimiento Margrave Carlos. Ese mismo año, cayó en la batalla de Mollwitz.
Su nombre es mencionado en la estatua ecuestre de Federico el Grande en el centro del Unter den Linden en Berlín.